# Racloir

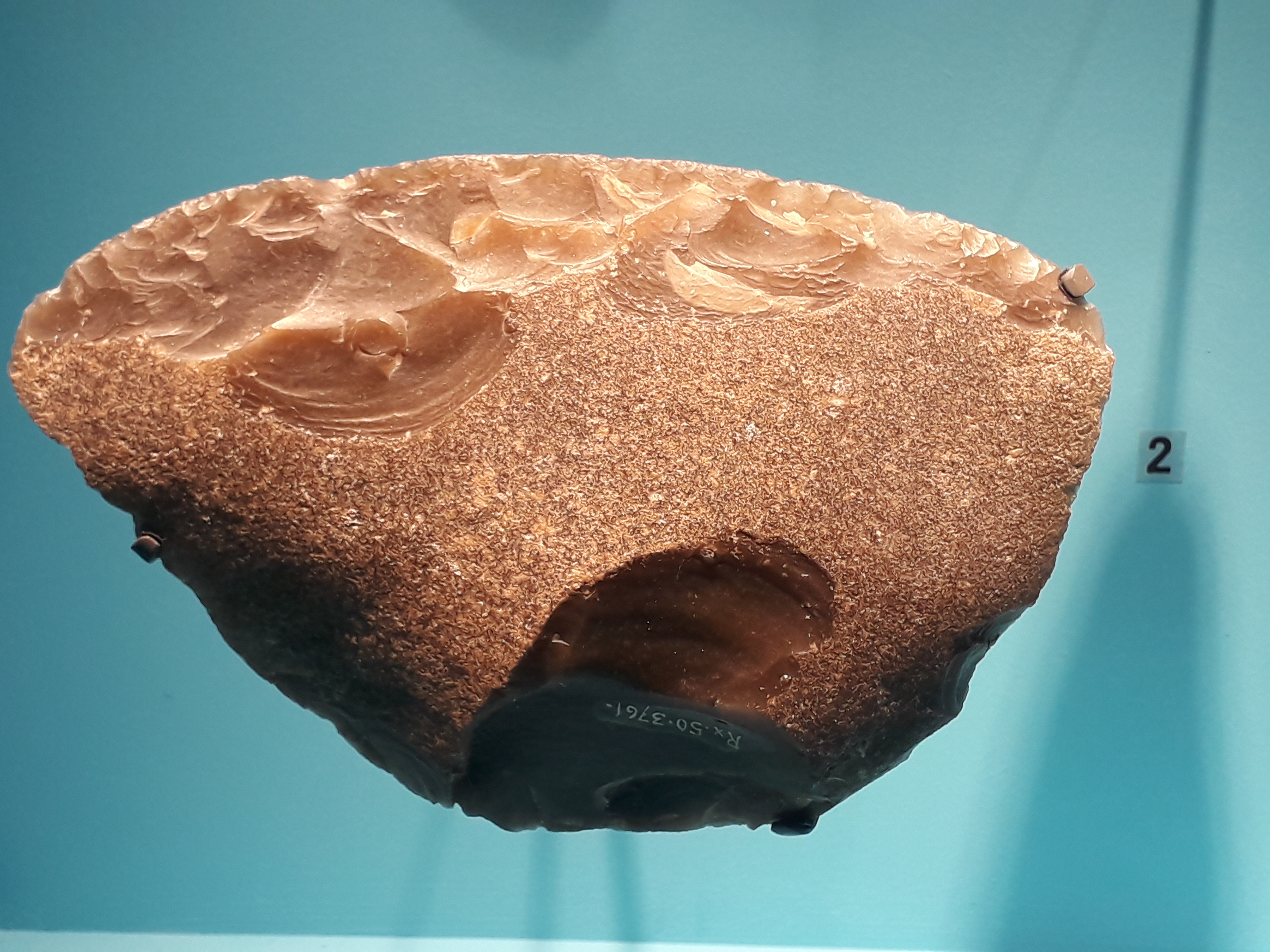
racloir van de abri Reignoux (Abilly)

Een racloir (Frans: racloir sur talon, "schrabber op een hiel"), is in de archeologie een bepaald type stenen werktuig.
Het is een soort schrabber die kenmerkend is voor Moustérien-assemblages. Het is gemaakt van een vuurstenen afslag en ziet eruit als een grote zijschrabber. Behalve dat het werd gebruikt voor het schrapen van huiden en schors, kan het ook als mes zijn gebruikt. 
Racloirs worden het meest geassocieerd met de Moustérien-industrie van de neanderthaler. Deze racloirs zijn geretoucheerd langs de rand tussen het slagvlak en het rugvlak. Ze hebben gevormde randen die werden bijgewerkt door abrupt afslaan van het rugvlak.